# Lomami (Provinz)
Koordinaten: 6° 6′ S, 24° 30′ O
Lomami ist eine Provinz in der Demokratischen Republik Kongo. Hauptort von Lomami ist die Stadt Kabinda.

## Geografie
Lomami liegt im südlichen Zentrum des Landes und wird vom Fluss Lomami durchflossen. Es grenzt im Norden an Sankuru, im Nordosten an Maniema, im Nordosten an Tanganyika, im Südosten an Haut-Lomami, im Südwesten an Lualaba und im Westen an Kasaï-Central und Kasaï-Oriental.

### Verwaltungsgliederung
Die Provinz unterteilt sich in die fünf Territorien Kabinda, Kamiji, Ngandajika, Lubao und Luilu sowie die beiden Städte Kabinda und Mwene-Ditu.

## Geschichte
Das Gebiet der Provinz Lomami gehörte als „Distrikt Kabinda“ nach der Unabhängigkeit im Jahr 1960 zur Provinz Kasaï und ab 1988 zur neugebildeten Provinz Kasaï-Oriental. Eine 2005 beschlossene Verwaltungsreform sah vor, dem Gebiet Kabindas unter dem Namen Lomami den Provinzstatus zu erteilen. Diese Territorialreform wurde zuerst verschoben und im Januar 2011 durch eine Verfassungsänderung von Präsident Joseph Kabila abgesagt. Allerdings wurde die Neugliederung 2015 doch umgesetzt und Lomami erhielt den Status als Provinz.